# Liste des ambassadeurs de Bulgarie en Estonie
L’ambassadeur de Bulgarie en Estonie est le représentant légal le plus important de Bulgarie auprès du gouvernement estonien. Il n'est pas résident, l'ambassade étant situé à Helsinki depuis 2011 et, auparavant (2008-2011) à Tallinn.

## Ambassadeurs successifs
| Début             | Fin              | Ambassadeur   | Résidence | Observations                                   |
| ----------------- | ---------------- | ------------- | --------- | ---------------------------------------------- |
| 15 juillet 2009   | 1er octobre 2011 | Petio Petev   | Talinn    | -                                              |
| ?                 | ?                | ?             | Helsinki  | -                                              |
| 28 septembre 2016 | en cours         | Martin Ivanov | Helsinki  | cf. Relations entre la Bulgarie et la Finlande |

## Sources